# CAC Sabre
Il CAC Sabre, noto anche come Avon Sabre o CA-27, era un aereo da caccia, monoposto, monomotore turbogetto e monoplano ad ala a freccia, sviluppato dall'azienda aeronautica australiana Commonwealth Aircraft Corporation (CAC) negli anni cinquanta.
Variante del North American F-86F Sabre, venne principalmente utilizzato dalla Royal Australian Air Force (RAAF), l'aeronautica militare dell'Australia, e acquistato da alcune forze aeree asiatiche rimanendo in servizio operativo fino ai primi anni ottanta con l'indonesiana Tentara Nasional Indonesia Angkatan Udara.

## Storia del progetto
Nel secondo dopoguerra la RAAF equipaggiò i propri reparti con aerei di prevalente origine britannica, in particolare Gloster Meteor e de Havilland Vampire; questi velivoli tuttavia divennero ben presto obsoleti, visti i progressi tecnologici di quegli anni.
Per il rinnovo del proprio materiale di volo la RAAF optò inizialmente per una soluzione autoctona, favorendo lo sviluppo del Commonwealth Aircraft Corporation CA-23, bireattore con ala a delta, il cui progetto naufragò nel febbraio del 1950 quando (con decisione sorprendente ed inesplicabile) il governo australiano optò per la sottoscrizione di un ordine per settantadue esemplari dell'Hawker P.1081, anch'esso allo stato progettuale, la cui produzione in Australia avrebbe dovuto essere effettuata dalla Commonwealth Aircraft Corporation, con la designazione di CA-24.

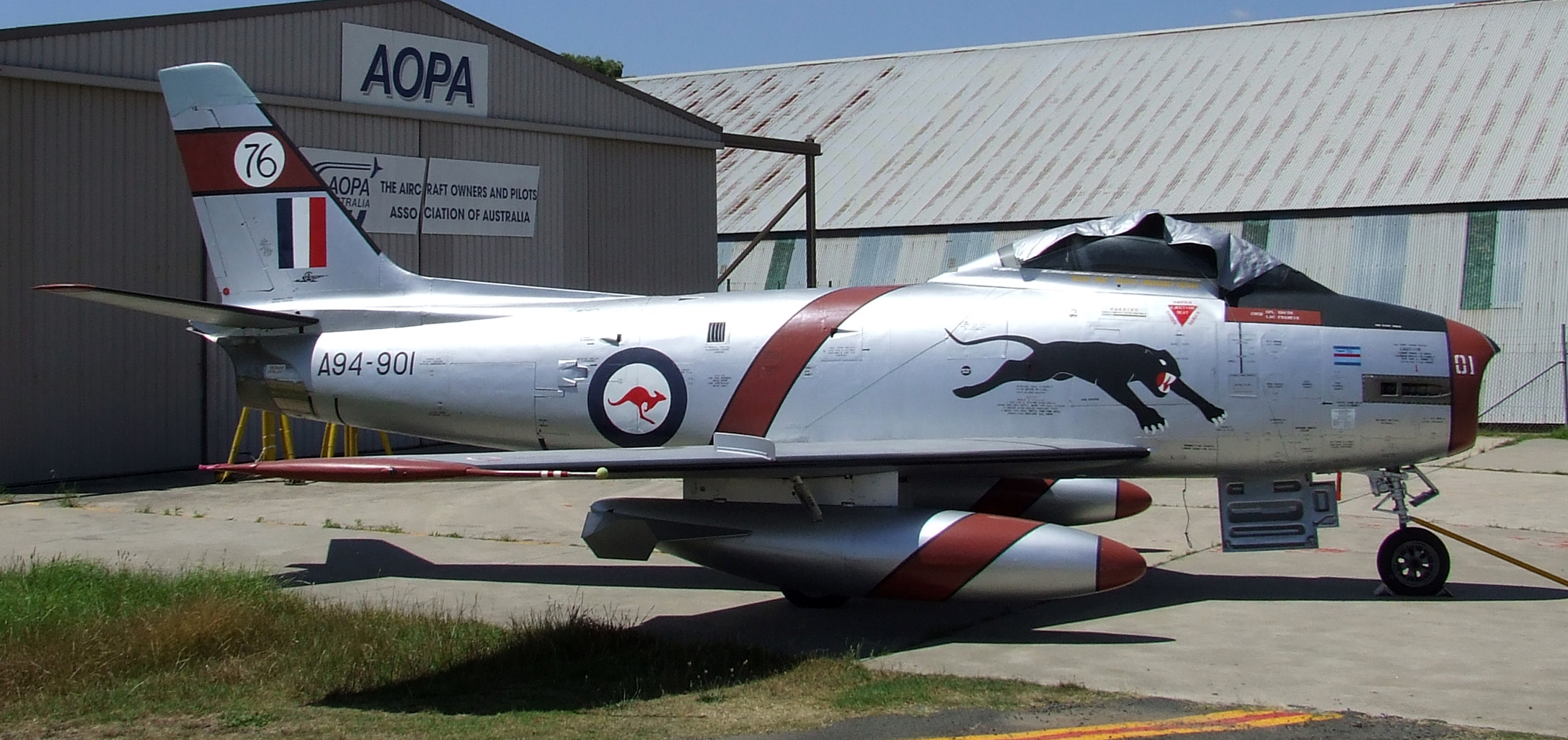
L'A94-901 (Mk 30), il primo CAC Sabre prodotto, nella livrea dei "Black Panthers", la pattuglia acrobatica del 76 Sqn RAAF.

Tuttavia, gravata da numerosi impegni, prima della fine di quello stesso anno l'Hawker Siddeley annunciò la cancellazione del progetto per il P.1081, lasciando il governo australiano nella necessità di procurarsi una valida alternativa per la sostituzione degli aerei della RAAF.
Le due soluzioni rimaste sul "tavolo" erano relative al progetto britannico dell'Hawker Hunter e al caccia statunitense North American F-86 Sabre; mentre quest'ultimo era in servizio con l'USAF già da almeno un anno, il progetto britannico avrebbe richiesto tempo per il proprio sviluppo e, pertanto, il 22 febbraio del 1951 l'F-86 fu scelto dagli australiani per avviarne in loco la produzione su licenza; venne quindi inviata negli Stati Uniti una missione commerciale per negoziare dettagliatamente il contratto con la North American Aviation, che si concluse positivamente otto mesi dopo, nell'ottobre del 1951.
Per altro già in precedenza erano stati avviati contatti con la North American Aviation, in modo autonomo sia dalla Commonwealth Aircraft Corporation che dal governo australiano: in particolare l'autorità governativa intendeva procurarsi aerei da caccia per l'impegno nella guerra di Corea. Le difficoltà palesate dalla NAA nel garantire la fornitura degli aerei, le stesse che condussero l'USAF ad acquistare i Sabre dalla Canadair, da un lato impedirono il buon esito di questa prima trattativa ma, di contro, convinsero gli australiani che la soluzione migliore sarebbe stata quella garantita dalla produzione su licenza da concretizzare mediante gli impianti produttivi della CAC.
Inoltre combinando la possibilità di avere un aereo dalle prestazioni migliori e la scelta "filosofica" di utilizzare prodotti di origine britannica, i vertici della CAC conclusero che la soluzione ideale sarebbe stata di motorizzare il Sabre con il turbogetto Rolls-Royce Avon del quale la stessa CAC si sarebbe assunta l'incarico della costruzione, ancora una volta dietro il rilascio della licenza da parte del costruttore.
Al termine delle trattative, il contratto per il Sabre prevedeva la costruzione di un prototipo e settanta esemplari di serie per la cui realizzazione la North American avrebbe fornito i disegni, i macchinari e parti da assemblare; allo stesso tempo la Rolls-Royce Limited avrebbe fornito i primi ventidue motori completi, prima che le catene di montaggio australiane provvedessero autonomamente agli esemplari successivi.

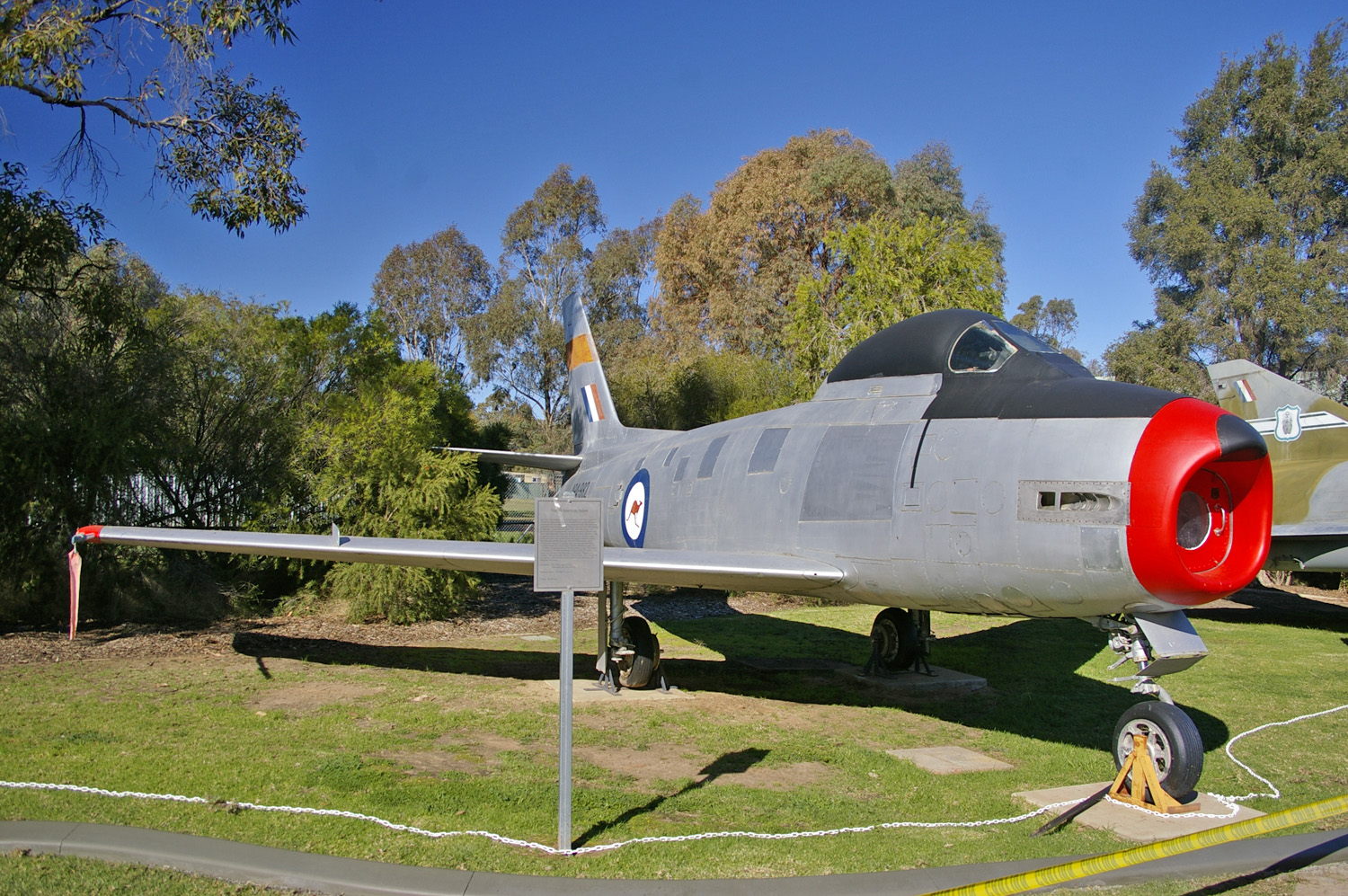
Il CAC Sabre Mk 32 esposto al Wagga Wagga RAAF Museum.

L'utilizzo del motore Avon rese necessarie numerose modifiche della cellula originaria, basata sul modello F-86F, rendendo alla fine i due velivoli tra loro considerevolmente differenti: il turbogetto britannico era in grado di generare una spinta maggiore rispetto al motore originario (lo statunitense General Electric J47-GE-27), era più corto e più leggero ma il suo diametro era maggiore e produceva un più consistente flusso d'aria in uscita. Sulla base di questi diversi elementi (anche al fine di mantenere inalterato il centro di massa dell'aereo) fu ampliata la presa d'aria, la fusoliera fu allungata ed allargata nella parte anteriore ed accorciata e resa più profonda nella zona posteriore (mantenendone però inalterata la lunghezza complessiva).
Una seconda importante modifica distinse i CAC Sabre dai "cugini" statunitensi: l'armamento fu modificato dalle originali sei mitragliatrici Browning M3 (calibro .50 in) a due cannoni ADEN calibro 30 mm la cui installazione richiese ulteriori variazioni strutturali nella zona della presa d'aria, anche al fine di consentire il puntuale scorrimento dei nastri di alimentazione delle munizioni, attuato elettricamente.
Quando alla fine del processo di revisione progettuale il nuovo CAC CA-26 (come fu denominato il primo esemplare) fu portato in volo per la prima volta il 3 agosto del 1953, la sua fusoliera differiva per il 60% da quella dell'F-86F; al contrario le ali e l'impennaggio rimasero sostanzialmente invariati. Le prove di volo che seguirono durarono circa un anno, trascorso il quale l'aereo fu consegnato alla Aircraft Research and Development Unit (ARDU) della RAAF.
Qualche giorno prima ebbero inizio le consegne dei primi esemplari di serie, denominati CA-27 Mk 30; il primo lotto di 22 velivoli fu completato in circa due anni dopo di che la produzione dei successivi 20 aerei fu imperniata sulla versione CA-27 Mk 31, che recepiva la modifica alla struttura alare dell'originale F-86 nota come "6-3". Ulteriori modifiche alle ali, che permisero l'integrazione di serbatoi supplementari di carburante all'interno del bordo d'entrata, portarono alla versione CA-27 Mk 32 realizzata in 28 esemplari, con la quale si conclusero le consegne relative al primo ordine di 70 esemplari. In seguito la Commonwealth Aircraft ricevette altre due commesse per altri 41 velivoli che, pur provvisti di motori leggermente modificati e di piloni subalari aggiuntivi, mantennero invariata la propria denominazione di "Mk 32"; grazie a questi due ultimi ordini la produzione del CAC Sabre raggiunse i 112 esemplari complessivi, l'ultimo dei quali ricevette il battesimo dell'aria nell'agosto del 1961.

## Tecnica

### Cellula
Il CA-26 era un monoreattore monoposto ad ala bassa a freccia di 35 gradi; la sua struttura era interamente metallica. Per quanto la sua realizzazione provenisse dal rilascio della licenza da parte della North American, la somiglianza esteriore con il caccia F-86 celava sostanziali modifiche alla cellula, necessarie per l'adozione del motore Rolls-Royce Avon R.A.7: in particolare il maggiore diametro del turbogetto britannico rispetto all'originale statunitense richiese la modifica del tronco della fusoliera, effettuata applicando un inserto di 3 ½ in (poco meno di 9 cm) a metà della fusoliera.
Il motore, in ragione delle sue minori dimensioni, fu sistemato in posizione più avanzata, richiedendo di conseguenza una precisa opera di revisione della distribuzione dei pesi al fine di mantenere invariato il baricentro del velivolo.
Le ali del CA-26 erano dotate degli ipersostentatori al bordo d'entrata e tali rimasero anche nei 22 esemplari della prima versione di produzione CA-27 Sabre Mk.30; l'adozione della nuova ala "6-3" (comparsa nella versione F-86F-30 dell'originale statunitense) diede origine alla variante CA-27 Mk.31. Non risulta che i Sabre prodotti dalla CAC abbiano mai impiegato la soluzione dell'ala nota come "F-40" impiegata sugli F-86F-40 della North American e su parte dei Sabre Mk.6 realizzati dalla Canadair.
Anche l'impennaggio rimase nella configurazione originale della North American utilizzando, in particolare, la soluzione dei piani orizzontali completamente mobili. Anche il CAC Sabre era dotato di una coppia di aerofreni ai lati della fusoliera, nella sezione posteriore.
La cabina del pilota aveva il tettuccio scorrevole verso il posteriore; la cappottina era del tipo "a goccia" per dare al pilota la massima visibilità possibile; il sedile eiettabile era di progettazione e produzione North American.
Il carrello d'atterraggio era di tipo triciclo anteriore con gli elementi principali, a ruota singola, rientranti nello spessore delle ali con movimento verso l'interno; anche l'elemento anteriore aveva ruota singola e si ritraeva nel muso, con movimento all'indietro.

### Motore
Caratteristica peculiare degli esemplari australiani del Sabre fu l'utilizzo del turbogetto Rolls-Royce Avon per la sua propulsione; si trattava di un motore a compressore assiale a 16 stadi, capace di erogare una spinta pari a 7 500 lbf (33,36 kN) nella versione R.A.7 (o Avon 20) impiegata sulle prime versioni del Sabre (Mk 30 e Mk 31).

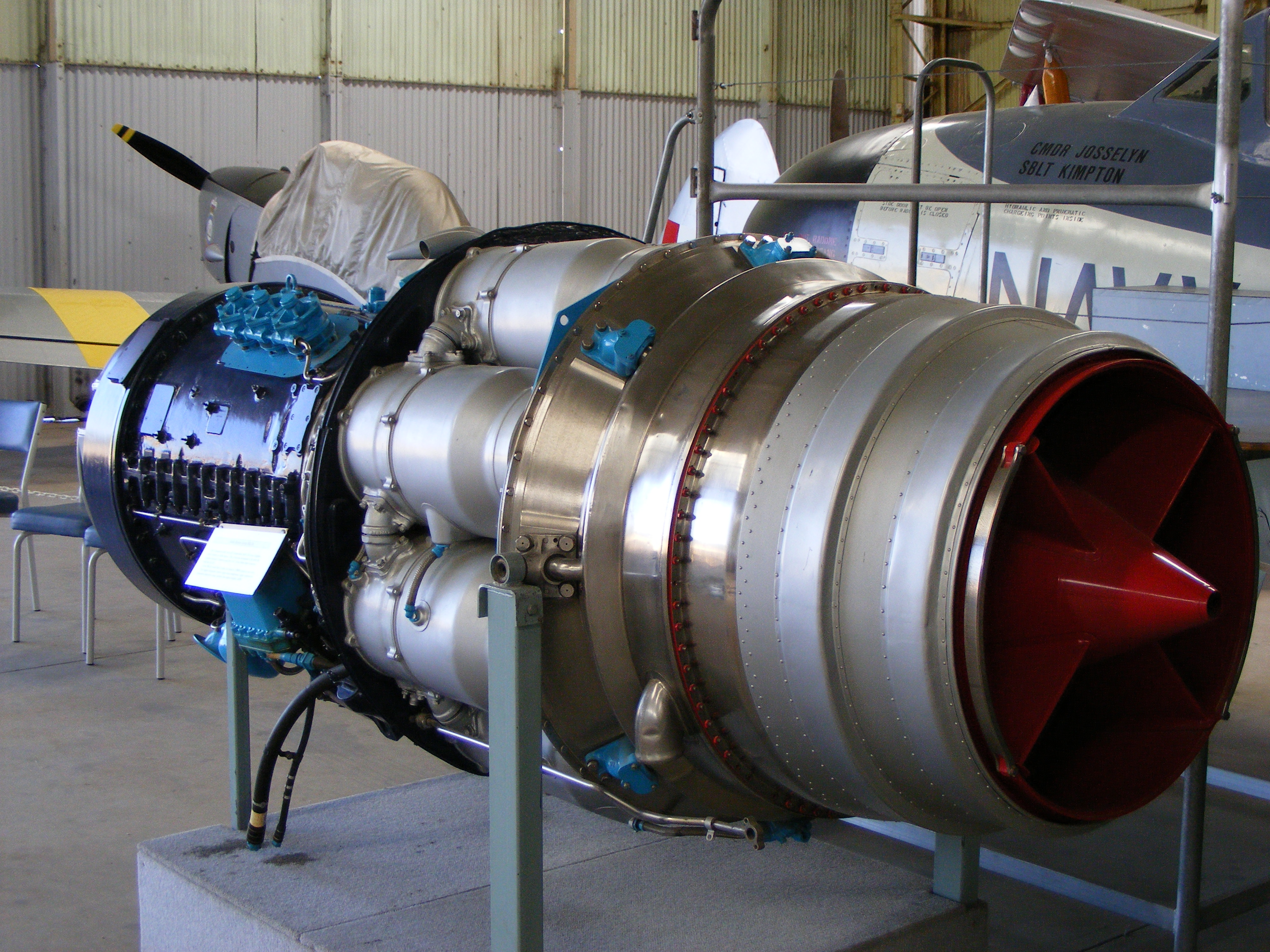
Un Rolls Royce Avon Mk 26 esposto presso il Classic Jets Fighter Museum, Aeroporto Parafield, Adelaide.

Gli ultimi 69 esemplari del Sabre australiano furono realizzati nella variante Mk 32, contraddistinta dall'utilizzo di una più recente versione del motore Avon, identificata come Avon 26 ma invariata nella quantità di spinta fornita al velivolo; modifica di particolare interesse introdotta nella nuova versione del motore fu l'impiego di un sistema di riduzione del flusso di carburante al motore al momento dell'utilizzo dei cannoni, realizzato al fine di ridurre la possibilità di vampate determinate dalla combustione dei gas emessi dalle armi ed aspirati nella presa d'aria.
Le diverse dimensioni ed il peso inferiore del motore Avon rispetto al J47 impiegato nel Sabre della North American determinarono anche le modifiche alle forme del CA-27, compresa la dimensione della presa d'aria frontale la cui superficie venne ampliata per consentire la corretta alimentazione del motore che, al regime di rotazione di 7 950 giri/min, richiedeva un flusso d'aria di 120 lb al secondo (54,4 kg/sec).

### Sistemi d'arma
L'armamento fisso del CA-27, in tutte le sue varianti, era costituito da due cannoncini aeronautici ADEN calibro 30 mm disposti ai lati del muso e dotati di un serbatoio per 180 proiettili per ciascun cannone; di norma, nell'impiego operativo, non vevivano trasportati più di 150 o 160 proiettili per ciascuna arma.
Il sistema di puntamento del CA-27 era lo statunitense A-1CM che calcolava la distanza del bersaglio usando dati forniti dal radar AN/APG-30 con antenna posta nella parte superiore della presa d'aria del motore.
Nei CA-27 Mk 30 e Mk 31 era presente un pilone sotto ogni semiala per bombe da 227 kg o 454 kg oppure serbatoi esterni da 756 litri; nella variante Mk 32 fu aumentato a quattro il numero dei piloni subalari: i due più interni furono utilizzati per dotare il Sabre di armamento missilistico. Dopo un primo esperimento effettuato (tra il 1956 ed il 1957) utilizzando il britannico de Havilland Firestreak, nel 1959 fu testato e successivamente adottato (anche sugli esemplari delle versioni precedenti) il missile aria-aria AIM-9 Sidewinder, le cui consegne ebbero inizio l'anno successivo.

## Impiego operativo

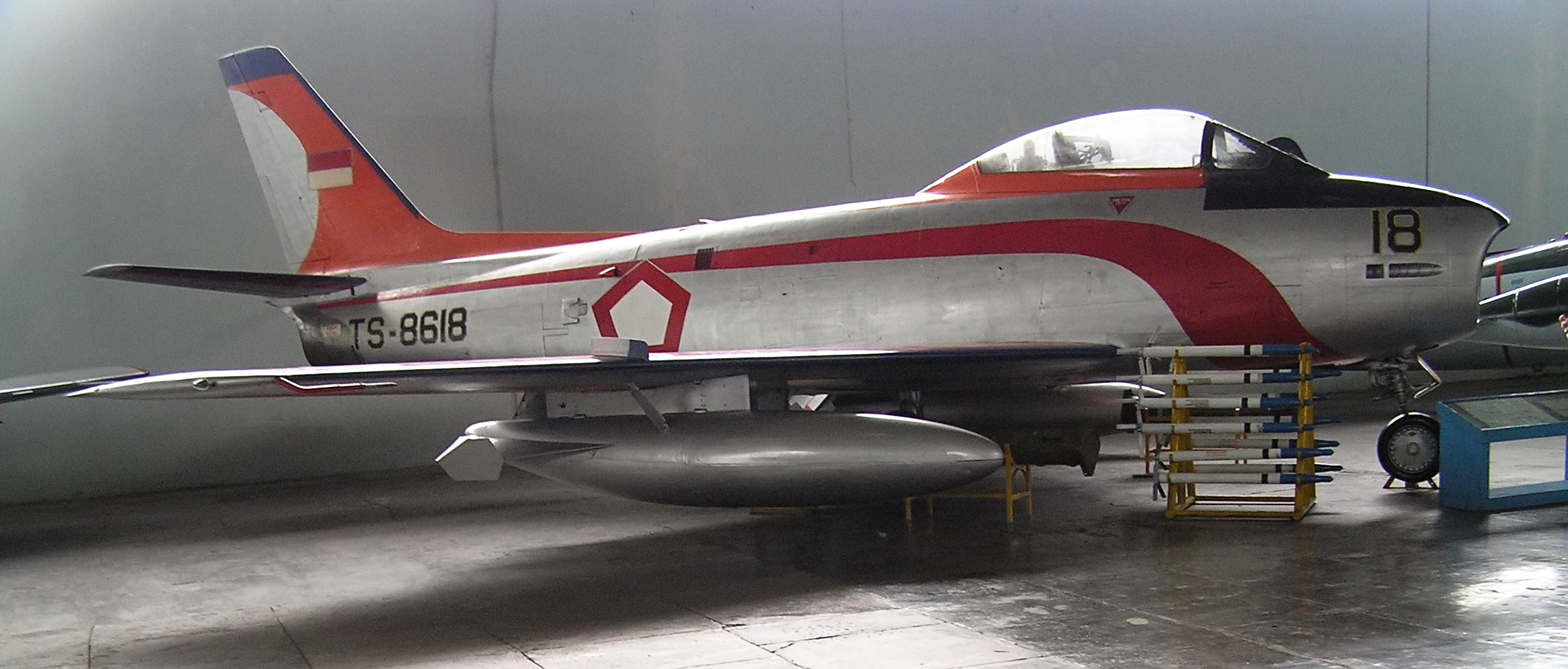
L'Indonesian Air Force Museum espone questo Mk 32 (TS-8603, matricola RAAF A94-368) nella livrea Tentara Nasional Indonesia Angkatan Udara, l'aeronautica militare indonesiana.

### Australia
Mentre alcuni esemplari dei primi CA-27 furono destinati, nella seconda metà del 1954, alla Aircraft Research and Development Unit, altri velivoli furono consegnati (sul finire dello stesso anno) ai reparti destinati alla fase di transizione, in particolare il No. 2 (Fighter) Operational Training Unit (No. 2 OTU).
I primi esemplari ad entrare in servizio operativo, a partire dall'aprile del 1955, furono quelli assegnati al No. 75 Squadron; altri cinque reparti (No.3, 76, 77 e 79 ed il No.5 OTU) furono successivamente equipaggiati con i Sabre.
Tra il febbraio del 1959 ed il luglio del 1960 i CAC Sabre dei No. 3 e No. 77 Squadron della RAAF vennero impiegati in molte missioni di attacco al suolo durante le operazioni contro i guerriglieri comunisti in Malaysia, al termine delle quali furono destinati ad operazioni di presidio del territorio, in particolare mediante la partecipazione a numerose esercitazioni realizzate sotto l'egida della SEATO. Sempre nell'ambito della medesima organizzazione difensiva il No. 79 Squadron venne impiegato nelle prime operazioni sul cielo della Thailandia, in quella che sarebbe da lì a poco deflagrata nella guerra del Vietnam.
Durante la guerra, in cui Australia e Thailandia erano alleati del Vietnam del sud e degli USA, i CAC Sabre della RAAF della base di Ubon vennero impiegati in missioni di difesa aerea della base senza venire mai coinvolti in combattimento fino al loro ritiro nel 1968.
La carriera operativa dei Sabre nella RAAF ebbe termine tra la fine degli anni sessanta e l'inizio del decennio successivo, rimpiazzati nei reparti dai Mirage IIIO, ancora una volta realizzati in loco. L'ultimo CA-27 venne radiato dalla RAAF il 31 luglio del 1971.

### Malesia
Alcuni dei Sabre dismessi dalla RAAF tra il 1969 ed il 1971 furono forniti alla Tentera Udara Diraja Malaysia; dei diciotto velivoli complessivamente assegnati, cinque furono trasferiti all'Indonesia nell'agosto del 1976, mentre gli altri furono radiati solo due anni dopo e sostituiti con i Northrop F-5.

### Indonesia
Anche l'Indonesia, all'inizio del 1973, ordinò diciotto CA-27 già appartenuti alla RAAF; con i Sabre la Tentara Nasional Indonesia Angkatan Udara sostituì gli ormai inservibili MiG fino ad allora in servizio. Altri cinque esemplari furono acquistati dalla Malesia nel 1976 per integrare i velivoli non più in condizioni operative. Anche in questo caso i Sabre furono sostituiti dai Northrop F-5, all'inizio degli anni ottanta.

## Versioni

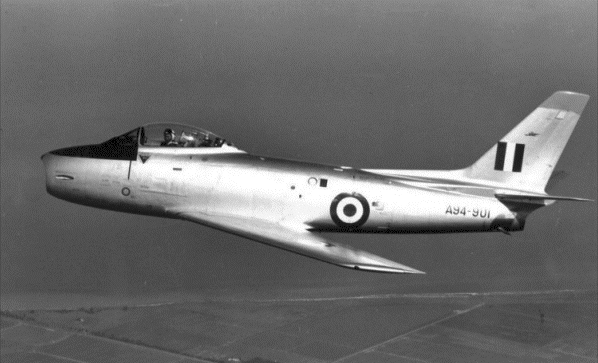
Il CAC CA-27 Mk 32 (A94-989) in volo (circa 1953).

CA-26
prototipo (A-94-101) della successiva versione di serie CA-27, realizzato in un solo esemplare.
CA-27 Mk 30
prima versione di serie, equipaggiata con un motore Rolls Royce Avon Mk 20 ed ali con slat sui bordi d'attacco alari e realizzata in 22 esemplari. Il primo CA-27 Mk 30 venne consegnato alla RAAF il 19 agosto 1954.
CA-27 Mk 31
versione simile al Mk 30 ma con l'ala "6-3" priva di slat sui bordi d'attacco e realizzata in 20 esemplari tra il 1957 ed il 1958; tutti i Mk 30 ancora operativi vennero aggiornati a questa versione.
CA-27 Mk 32
versione simile al Mk 31 ma con due piloni sotto ogni semiala, capacità di carburante aumentata e motore Avon Mk 26. Realizzata in 69 esemplari, l'ultimo venne completato nel dicembre del 1961.

## Utilizzatori
Australia
- Royal Australian Air Force

 Indonesia
- Tentara Nasional Indonesia Angkatan Udara

 Malaysia
- Tentera Udara Diraja Malaysia

## Esemplari attualmente esistenti
Sono molti i CAC Sabre conservati in strutture museali in tutto il mondo:
| Modello        | Serie ADF | Proprietario                              | Località                                                             | Note                                               |
| -------------- | --------- | ----------------------------------------- | -------------------------------------------------------------------- | -------------------------------------------------- |
| CA26 prototipo | A94-101   | RAAF Museum                               | RAAF Williams, Point Cook, Victoria, Australia.                      |                                                    |
| CA27 Mk.30     | A94-901   | Historical Aircraft Restoration Society   | Illawarra Regional Airport, Albion Park, New South Wales, Australia. |                                                    |
| CA27 Mk.30     | A94-910   | RAAF Museum                               | RAAF Williams, Point Cook, Victoria, Australia.                      |                                                    |
| CA27 Mk.30     | A94-915   | Narromine Aviation Museum                 | New South Wales, Australia.                                          |                                                    |
| CA27 Mk.30     | A94-922   | Privately owned                           | Ardmore Airfield, South Auckland, Nuova Zelanda.                     |                                                    |
| CA27 Mk.30     | A94-923   | Letecké Muzeum Kbely                      | Kbely, Praga, Repubblica Ceca.                                       |                                                    |
| CA27 Mk.31     | A94-935   | Queensland Air Museum                     | Caloundra, Queensland, Australia.                                    | Con componenti ricavati da A94-955.                |
| CA27 Mk.31     | A94-942   | Temora Aviation Museum                    | Temora, New South Wales, Australia.                                  |                                                    |
| CA27 Mk.32     | A94-944   | RAAF Museum                               | Point Cook, Victoria, Australia.                                     |                                                    |
| CA27 Mk.32     | A94-948   | Iskandar di Johor                         | Royal Johor Palace, Kia Peng, Malesiaa                               | Dotato di codici identificativi FM1948.            |
| CA27 Mk.32     | A94-951   | Fighter World                             | Williamtown, New South Wales, Australia.                             |                                                    |
| CA27 Mk.32     | A94-953   | Temora Aviation Museum                    | Temora, New South Wales, Australia.                                  |                                                    |
| CA27 Mk.32     | A94-954   | Privately owned                           | Nelson, New Zealand.                                                 |                                                    |
| CA27 Mk.32     | A94-956   | Temora Aviation Museum                    | Temora, New South Wales, Australia.                                  |                                                    |
| CA27 Mk.32     | A94-959   |                                           | Raymond Terrace, New South Wales, Australia (su plinto)              |                                                    |
| CA27 Mk.32     | A94-962   | RAAF Museum                               | RAAF Base Amberley, Queensland, Australia (in restauro)              |                                                    |
| CA27 Mk.32     | A94-965   | Privately owned                           | Hoxton Park, New South Wales, Australia.                             |                                                    |
| CA27 Mk.32     | A94-970   | Australian War Memorial                   | RAAF Williams, Point Cook, Victoria, Australia (in magazzino)        |                                                    |
| CA27 Mk.32     | A94-974   | Classic Jets Fighter Museum               | Parafield, South Australia, Australia.                               |                                                    |
| CA27 Mk.32     | A94-982   | RAAF Museum                               | RAAF Base Wagga, Forest Hill, New South Wales, Australia.            |                                                    |
| CA27 Mk.32     | A94-983   | Temora Aviation Museum                    | Temora, New South Wales, Australia.                                  | Riportato a condizioni di volo nel settembre 2009. |
| CA27 Mk.32     | A94-988   | TNI-AU Academy                            | Yogyakarta, Indonesia                                                | Marked as TS-8615.                                 |
| CA27 Mk.32     | A94-989   | Australian National Aviation Museum       | Moorabbin, Victoria, Australia.                                      | Con componenti ricavati da A94-906.                |
| CA27 Mk.32     | A94-352   | Privately owned                           | Latrobe Valley, Victoria, Australia.                                 |                                                    |
| CA27 Mk.32     | A94-362   | Tentara Nasional Indonesia Angkatan Udara | TUDM Sungai Besi Museum, Malaysia                                    | Dotato di codici identificativi FM1902.            |
| CA27 Mk.32     | A94-363   | Tentara Nasional Indonesia Angkatan Udara | Butterworth Air Base, Malaysia                                       | Dotato di codici identificativi FM1903.            |
| CA27 Mk.32     | A94-364   | Tentara Nasional Indonesia Angkatan Udara | TUDM Sungai Besi Museum, Kuala Lumpur, Malaysia                      | Dotato di codici identificativi FM1904.            |
| CA27 Mk.32     | A94-365   | Tentara Nasional Indonesia Angkatan Udara | Butterworth Air Base, Malaysia                                       | Dotato di codici identificativi FM1905.            |
| CA27 Mk.32     | A94-366   | Privately owned                           | Ocotillo Wells, California, USA.                                     |                                                    |
| CA27 Mk.32     | A94-367   | Tentara Nasional Indonesia Angkatan Udara | RMAF Museum, Kuala Lumpur, Malaysia                                  | Dotato di codici identificativi FM1907.            |

## Livree
I Sabre della RAAF come gli altri caccia inizialmente erano in metallo naturale, poi venne introdotta la livrea standard NATO con le superfici superiori e laterali a chiazze verde scuro FS34079 e grigio scuro FS36118 e metallo naturale per tutte le superfici inferiori.
Nel 1953 per le superfici inferiori venne adottato il blu FS35164 e poi il grigio chiaro FS36357 dal 1961.
In genere le nazioni che acquistavano Sabre usati mantenevano la livrea originale.
Negli anni settanta alcuni CA-27 malesi avevano una livrea con le superfici superiori e laterali verde scuro FS34079 e grigio chiaro FS36622 per tutte le superfici inferiori.